# Pushin’ Against a Stone
| Совокупная оценка    | Совокупная оценка |
| Источник             | Оценка            |
| -------------------- | ----------------- |
| Metacritic           | 81/100            |
| Оценки критиков      |                   |
| Источник             | Оценка            |
| Allmusic             | [ 2 ]             |
| The Austin Chronicle | [ 3 ]             |
| Blurt                | [ 4 ]             |
| Exclaim!             | 9/10              |
| The Independent      | [ 6 ]             |
| Mojo                 | [ 7 ]             |
| PopMatters           | 8/10              |
| Q                    | [ 9 ]             |
| Rolling Stone        | [ 10 ]            |
| Spin                 | 8/10              |

Pushin' Against a Stone — третий студийный альбом американской соул-певицы и мультиинструменталиста  Валери Джун. Диск вышел 13 августа 2014 года на лейблах Concord Records и Caroline Records. Продюсерами были Kevin Augunas и Дэн Ауэрбах.

## Об альбоме
Альбом стал третьим по счёту, но первым реализованным на известных лейблах (первые она выпускали самостоятельно), а значит дебютным. Сопродюсером альбома стал Дэн Ауэрбах, участник группы The Black Keys.

## Отзывы
Альбом получил положительные отзывы музыкальных критиков и интернет-изданий, 
The Independent, Exclaim! , Mojo, Blurt, The Austin Chronicle, Spin, PopMatters, Allmusic, Rolling Stone, Q.

### Итоговые списки
| Публикация          | Ранг | Список                 |
| ------------------- | ---- | ---------------------- |
| American Songwriter | 21   | Top 50 Albums Of 2013  |
| Rolling Stone       | 44   | 50 Best Albums of 2013 |

## Список композиций
Слова и музыка всех песен — Валери Джун, кроме упомянутых.
| №                   | Название                                 | Автор(ы)                               | Длительность |
| ------------------- | ---------------------------------------- | -------------------------------------- | ------------ |
| 1.                  | «Workin' Woman Blues»                    |                                        | 3:09         |
| 2.                  | «Somebody to Love»                       |                                        | 3:35         |
| 3.                  | «The Hour»                               | Dan Auerbach, June                     | 3:52         |
| 4.                  | «Twined & Twisted»                       |                                        | 3:14         |
| 5.                  | «Wanna Be on Your Mind»                  | Auerbach, June, Kevin Augunas          | 3:58         |
| 6.                  | «Tennessee Time»                         | Auerbach, June                         | 3:15         |
| 7.                  | «Pushin' Against a Stone»                | Auerbach, June, Augunas, Richard Swift | 5:17         |
| 8.                  | «Trials, Troubles, Tribulations»         | Estil C. Ball                          | 3:05         |
| 9.                  | «You Can't Be Told»                      | Auerbach, June, Augunas                | 3:18         |
| 10.                 | «Shotgun»                                |                                        | 3:09         |
| 11.                 | «On My Way»                              | Booker T. Jones; June                  | 3:29         |
| 12.                 | «Somebody to Love» (акустическая версия) |                                        | 3:42         |
| Общая длительность: | Общая длительность:                      | Общая длительность:                    | 43:03        |

## Позиции в чартах
| Чарт (2014)                     | Высшая позиция |
| ------------------------------- | -------------- |
| США (Billboard 200)             | 41             |
| США (Billboard Digital Albums)  | 22             |
| США (Billboard Top Rock Albums) | 8              |